# مارتین ایکس‌بی-۳۳ سوپر مارودر
مارتین ایکس‌بی-۳۳ سوپر مارودر (به انگلیسی: Martin XB-33 Super Marauder) یک هواگرد ساختِ کارخانهٔ گلن ال. مارتین کمپانی در کشور ایالات متحده آمریکا است. نخستین استفاده‌کنندهٔ این هواگرد نیروی هوایی ارتش ایالات متحده آمریکا بوده‌است.